# Turistická značená trasa 0049
 Turistická značená trasa 0049 je 15 km dlouhá červeně značená trasa Klubu českých turistů v okrese Kutná Hora spojující Kutnou Horu s Polabím. Její převažující směr je severovýchodní. Počátek trasy se nachází v Hornosázavské pahorkatině, převážná část pak ve Středolabské tabuli.

## Průběh trasy
Turistická trasa má svůj počátek na Palackého náměstí v Kutné Hoře, kde přímo navazuje na stejně značenou trasu 0048 ze Zruče nad Sázavou. Zároveň je zde průchozí modře značená trasa 1096 ze Sionu do Starého Kolína a výchozí zeleně značená trasa 3019 do Miskovic. Je tudy vedena naučná Stříbrná stezka vedená v seznamu tras KČT pod číslem 9082.
Trasa nejprve klesá jihovýchodním směrem Tylovou a poté Sokolskou ulicí k železniční trati Kutná Hora – Zruč nad Sázavou, kterou v blízkosti nádraží Kutná Hora-město přechází. Dále pokračuje mezi tratí a říčkou Vrchlicí v souběhu s okružní žlutě značenou trasou 6084 obsluhující okolí města k železniční zastávce Kutná Hora-Sedlec. Zde se vrací do městské zástavby, kde končí souběh s trasou 6084, a podél silnice I/2 pokračuje k východu přes Malín do Nových Dvorů. Odtud je trasa vedena severním a poté východním směrem po polní cestě do parku zámku Kačina. Zde se opět připojuje k silnici I/2 a vede do Svatého Mikuláše. Z něj pokračuje severozápadním směrem poli po asfaltové komunikaci do Svaté Kateřiny a poté po příjezdové komunikaci severním směrem k samotě Na Špandě. U ní kříží železniční trať Kolín – Česká Třebová. Odtud trasa pokračuje lužní krajinou k Labi, na jehož břehu končí na rozcestí se žlutě značenou trasou 6155 Kolín – Záboří nad Labem.

## Turistické zajímavosti na trase
- Městská památková rezervace Kutná Hora
- Tylův dům
- Památný Dub Na Růžku
- Kostel Nanebevzetí Panny Marie a svatého Jana Křtitele v Sedlci
- Sedlecký klášter
- Kostel svatého Štěpána v Malíně
- Zámek Nové Dvory
- Městská památková zóna Nové Dvory
- Kostel svatého Martina v Nových Dvorech
- Mariánský sloup v Nových Dvorech
- Památník obětem nacismu v Nových Dvorech
- Přírodní památka Kačina
- Most v zámeckém parku Kačina
- Zámek Kačina
- Kostel svatého Mikuláše ve Svatém Mikuláši
- Kostel svaté Kateřiny ve Svaté Kateřině
- Přírodní rezervace Na hornické

Turistická trasa je součástí východočeské větve Svatojakubské cesty.